# Bunaxella quini
Bunaxella quini är en spindeldjursart som först beskrevs av Den Heyer 1981.  Bunaxella quini ingår i släktet Bunaxella och familjen Cunaxidae. Inga underarter finns listade.